# 栗橋町
栗橋町（くりはしまち）は、かつて埼玉県の利根地域に存在した人口約2万7千人の町である。北葛飾郡の北端に位置していた。通勤率は、東京都区部へ20.1%、さいたま市へ12.2%（いずれも平成17年国勢調査）。
江戸時代には日光街道が利根川を越える要地として関東三大関所の栗橋関所がおかれた水陸交通の要衝の宿場町（栗橋宿）であった。現在も、日光や東北へ至る鉄道は新幹線も含め栗橋を経由する。
埼玉県内有数の米どころであるほか、いちごも県内有数の栽培面積、収穫量で農業が盛んな町である一方、東京都心より約50キロと比較的近い地点に位置することもあり、都心方面へのベッドタウンでもある。また、優良な物流施設地、工業地としても発展している。
2010年（平成22年）3月23日、久喜市、南埼玉郡菖蒲町および北葛飾郡鷲宮町との新設合併により消滅した。現在でも旧栗橋町域を総称して栗橋地区という。

## 概要
東海道に次いで整備された五街道、日光街道の宿場町栗橋宿の市街地を除き、おおむね農業地域であったが、東京都心から約50kmに位置し、1958年（昭和33年）にJR宇都宮線が電化され、上野まで1時間を切るようになってからは、東京都心方面のベッドタウンとして一部区画が開発され人口が増加した。
現在も近年開設された南栗橋駅周辺、栗橋駅西口周辺において開発が行われ、人口増加率は県内でも上位に位置していたが、首都圏氾濫区域堤防強化対策により利根川堤防付近の市街地（移転となる建物は228棟にも及び栗橋八坂神社、常薫寺も移転）の移転が進んでいるのと、東日本大震災で南栗橋地区（四 - 八、十 - 十二丁目）で液状化現象が発生してからは、鈍化している。2017年（平成29年）11月25日、南栗橋地区の被害が出た当該丁目において液状化対策工事が完成し、再液状化しにくくなる地下水位低下工法で排水を開始し、復興が進んでいる。そのため2020年（令和2年）現在も緩やかに人口が増加している。
江戸時代には日光街道が利根川を越える要地として栗橋関所がおかれた宿場町（栗橋宿）であった。国道4号・国道125号・埼玉県道3号さいたま栗橋線・埼玉県道12号川越栗橋線等の主要道路が交差する交通の節点である。また、歴史的な地名としての「栗橋」には現在の茨城県猿島郡五霞町の一部（元栗橋地区）を含む場合があり、古河公方家の支城・栗橋城は両町の境界線上にある（現在「栗橋城址」とされる史跡は行政区的には五霞町側に所属するが、城の一部は権現堂川右岸である栗橋町側にも及んでいた）。

## 地理

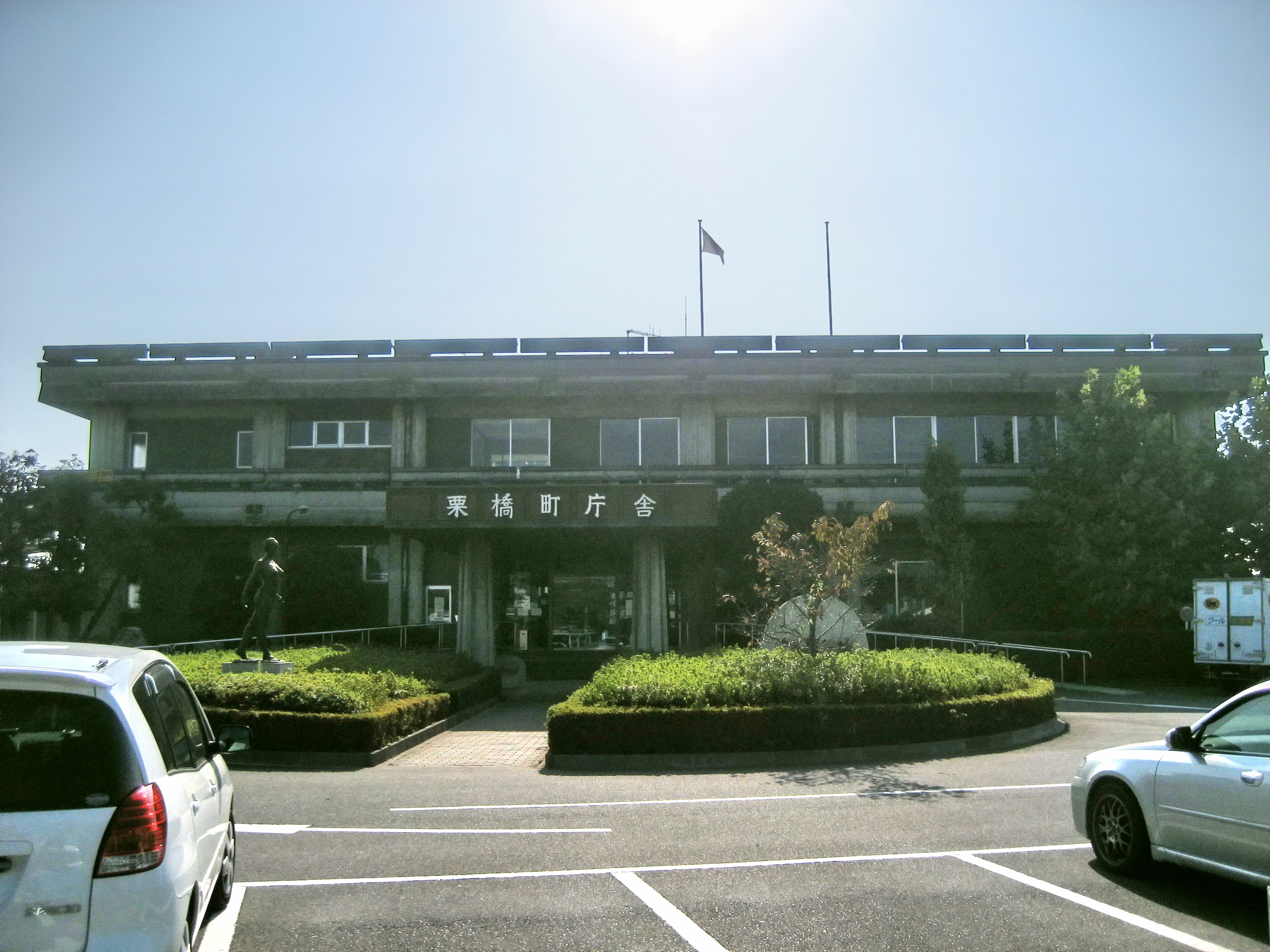
栗橋町役場

### 概要
関東平野のほぼ中央部に位置し、山や丘陵はなく、利根川・中川の沖積平野にあって中川低地と呼ばれる低地が中心の地形であるが、中心市街地、高柳や佐間などの町西部、権現堂川沿い及び南栗橋地区には、自然堤防や旧堤防など微高地になっている場所もある。ほぼ平坦の地形のため土砂災害等の危険性は低い。北葛飾郡の北端に位置していた。東武日光線が南東部から北西部へと縦断し、JR東北本線（宇都宮線）が南西部から北東部へと縦断する。両線は栗橋駅で交わり、相互に乗り換えることができる。町域南部を東北新幹線が通過するが、町内に駅はない。
町の東端、旧利根川の流路である権現堂川の自然堤防上を国道4号が南北に縦断している。中心市街の東側の栗橋交差点からは国道125号が西の加須市、熊谷市方面に伸びる。また町西部では、国道125号から埼玉県道3号さいたま栗橋線が分岐し南下する。その他、国道125号の北側を平行する形で羽生市に通じる県道が2本ある。
中心市街は町の北、栗橋駅周辺からかつての栗橋宿の周辺に広がる。かつての栗橋関所と栗橋宿は、町の北端、利根川に接する位置にあり、栗橋駅はそこから南西に約1キロメートル離れている。一戸建ての住宅が多く、商店街はもとの栗橋宿、駅前、及び両者をつなぐ道路に展開している。栗橋町役場（現：久喜市栗橋行政センター）はこの市街地の南の角にある。南栗橋駅周辺を中心とした地域にも、まとまった住宅地（東武鉄道主導によるニュータウンで計画人口は14,150人。豊田土地区画整理事業により整備された南栗橋一丁目 - 南栗橋十二丁目）がある。他は水田と住宅が入り混じる。栗橋駅西側は西口が近年の設置ということもあり、栗橋駅西土地区画整理事業が行われ、2022年に換地処分となった。
利根川には水位観測点が設置されている。この地点は渡良瀬川と利根川の合流点と利根川と江戸川の分岐点の間に位置するため、台風や大雨の際に警戒水位を超える事があり、増水後のハクレンのジャンプと共にテレビのニュースなどで取り上げられる事がある。

### 地名
| - 新井 - 伊坂 - 河原代 - 北広島 - 狐塚 - 栗橋 - 北（現：栗橋北） - 中央（現：栗橋中央） - 東（現：栗橋東） | - 小右衛門 - 佐間 - 島川 - 高柳 - 中里 - 間鎌 - 松永 - 緑 - 南栗橋 |

### 河川
| - 利根川 - 中川 - 権現堂川（廃川） - 現在は権現堂調節池（行幸湖）及び中川。 - 十王排水路 - 稲荷木落排水路 - 広島落（広島落排水路） - 大堀排水路 - 大排水路 - 島川堀（島川堀排水路） - 二重堀（二重堀排水路） | - 重兵衛堀排水路 - 松永落 - 島中幹線用水路（島中領用水路） - 樋堀用水路 - 高柳用水路 - 行幸用水路 - 仁蔵堀用水路（仁藤堀用水路） - 佐川用水路 - 十王堀用水路 - 高揚用水路 |

湖沼
- 宝治戸池
- 内池
- 行幸湖
- 雷電池

### 道路
- 国道4号
- 国道125号
- 埼玉県道3号さいたま栗橋線

### 旧栗橋町
注意：ここに記した旧栗橋町は1944年（昭和19年）4月1日合併以前の町域を対象としており、豊田地区および静地区に関しては豊田村・静村の項を参照されたい。
地名（小字）
栗橋宿（くりはしじゅく、町制後「大字栗橋」）

| - 小右衛門（こえもん） - 道下（みちした） - 道上 - 町裏 | - 道下（みちした） - 広島（ひろしま） - 河原台（かはらだい） |

## 歴史

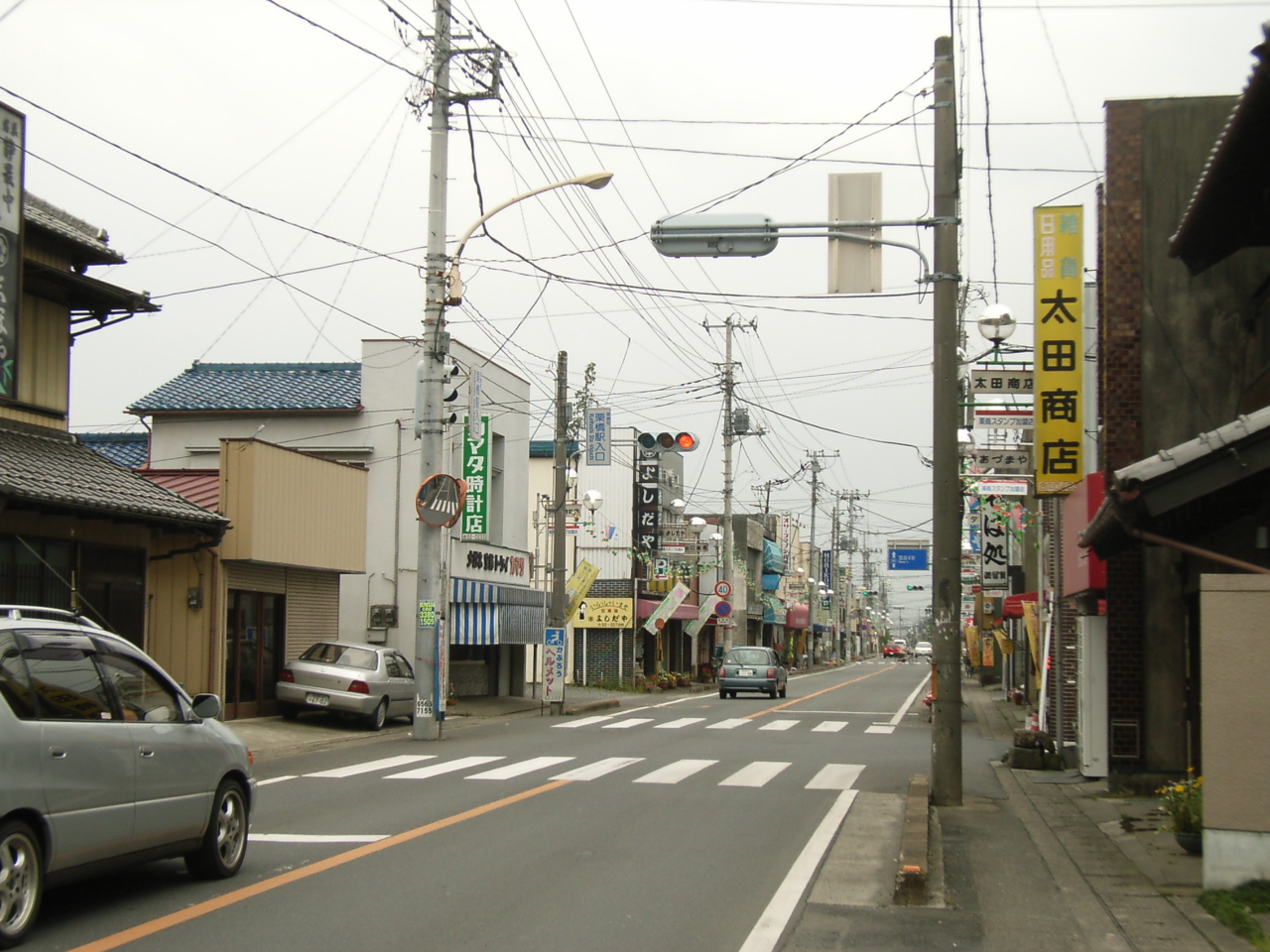
旧栗橋宿（2005年6月）

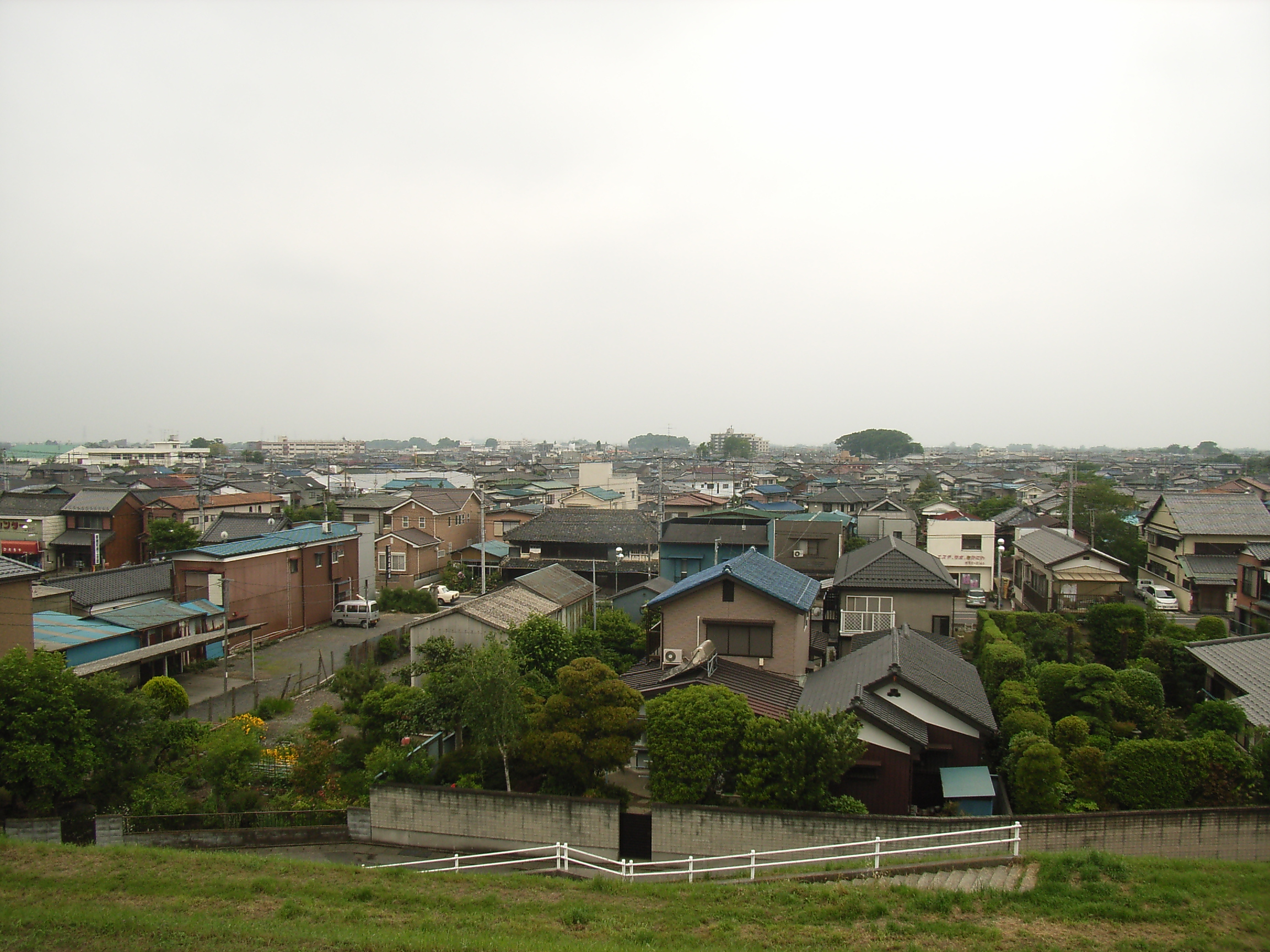
栗橋関所の近くから栗橋駅方面を見る（2005年6月）

### 中世
- 古代から中世までは下総国葛飾郡に属す。

### 近世

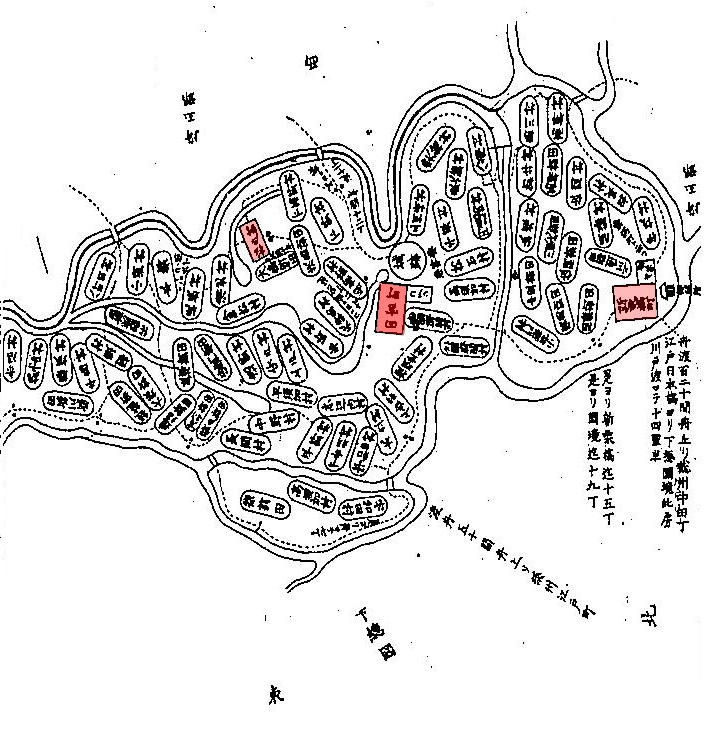
杉戸町（杉戸宿）・田宮町（幸手宿）・新栗橋町（栗橋宿）周辺の図。新栗橋町との記述がある（新編武蔵風土記稿. 巻之２０ 葛飾郡之１より）。

- 池田鴨之介（鴨之助）と並木五郎平の2人が、江戸幕府に願い出て、慶長年間に、嶋中川辺領である下総国葛飾郡栗橋村（現：茨城県猿島郡五霞町元栗橋）より村民を引連れ対岸の、のちに新栗橋と呼ばれるようになる上河辺新田を開墾した[7]。
- 1624年（寛永元年） - 新栗橋に関所が成立。番士4人をおく。
- 1635年（寛永12年） - この頃より、各宿駅に本陣・脇本陣を整える。
- 1641年（寛永18年） - 権現堂川開削。栗橋、下総国から武蔵国に編入。
- 1654年（承応3年） - 新栗橋を栗橋宿へと改称。
- 1704年（宝永元年） - 利根川洪水。中里大池・新井宝永池・狐塚弁財池などができる。関所流失。
- 1721年（享保6年） - 利根川大洪水。新井・享保池がこの頃できる。
- 1725年（享保10年） - 栗橋上町から出火。宿内の家屋残らず消失。
- 1742年（寛保2年） - 浅間川（利根川旧流路の一つ）の大洪水により、牛頭天王社（現在の栗橋八坂神社）・関所・経蔵院など流失。宝治戸池ができる。
- 1743年（寛保3年） - 関所が再建される。
- 1783年（天明3年） - 浅間山の天明大噴火により利根川の流路が変わる。
- 1786年（天明6年） - 関東・陸奥大洪水。島川（中川。利根川旧流路の一つ）の大洪水により雷電池が出来る。関所の柵が流失。
- 1802年（享和2年） - 江戸大洪水。栗橋権現堂大堤が破堤。
- 1810年（文化7年） - 栗橋宿大火。（弥七火事）。
- 1816年（文化13年） - 船戸から出火。22軒余り焼失。
- 1822年（文政5年） - 栗橋宿大火により、宿内の130軒余りが焼失。
- 1824年（文政7年） - 利根川大洪水。中里新池ができる。
- 1854年（安政元年） - 安政地震。「栗橋激震あり、地盤亀裂・泥水噴出、全半壊家屋多し」という記述あり。
- 1856年（安政3年） - 大風により、栗橋宿内家屋・樹木が倒壊。
- 1862年（文久2年） - 船戸から出火し、鍛治町から本通りに燃え移る。58軒余り焼失。
- 1868年（慶応4年） - 羽生で発生した打ちこわしが、栗橋へと波及。

### 現代
- 1869年（明治2年） - 栗橋関所の廃止。房川渡の渡船場は、栗橋宿の経営となり、預り人と監督人をおいた。
- 1871年（明治4年） - 埼玉県に属す。
- 1872年（明治5年） - 栗橋郵便局が設立される。
- 1885年（明治18年）7月16日 - 日本鉄道（現：東北本線）栗橋駅が開業する。
- 1888年（明治21年） - 紡績工場が設立される。
- 1889年（明治22年）4月1日 - 町村制施行に伴い、栗橋宿が北葛飾郡栗橋町となる。
- 1898年（明治31年） - 栗橋銀行が設立される。
- 1910年（明治43年） - 関東大水害（明治43年の大水害）では、利根川上流で発生した洪水を受け止めていた北埼玉郡中条村（現：熊谷市）の中条堤が破堤地点ということもあり[8]、当時合併前の静村・豊田村も含め当町内域の島中領は、中条堤破堤の洪水は利根川の旧流路である旧浅間川堤防と中川堤防により迂回し、また権現堂川が茨城県五霞村（現：五霞町）側で破堤したこともあり、奇跡的に浸水を逃れる[9]。
- 1920年（大正9年） - 東北本線が複線化される。
  - 同年 - 電燈が設置される。
- 1924年（大正13年） - 利根川の中・下流域では初となる近代的な道路橋梁、利根川橋が竣工する。房川渡が役割を終える。
- 1929年（昭和4年）4月1日 - 東武日光線の開通により東武鉄道の栗橋駅が開業、東北本線と東武日光線の乗換駅となる。
  - 同年 - 大越・栗橋間にバス路線が開通する。
- 1933年（昭和8年） - 大通りが舗装される。
- 1944年（昭和19年）4月1日 - 栗橋町・静村・豊田村が合併し、栗橋町となる。
- 1947年（昭和22年） - カスリーン台風により、東村（現：加須市）の利根川が破堤し洪水が発生する。以降、河川の決壊や氾濫は発生していない。
- 1949年（昭和24年）10月1日 - 栗橋町から静村・豊田村が分割される。
- 1957年（昭和32年）4月1日 - 栗橋町・静村・豊田村が合併し、栗橋町となる。
  - 同年 - 東北本線が電化される。
- 1959年（昭和34年） - 上水道が敷設される。
- 1964年（昭和39年） - 六か市町村水防事務組合が設立される。
- 1966年（昭和41年） - 栗橋駅前商店街が作られる。
  - 同年 - 国道4号の利根川橋が複線化される。
- 1967年（昭和42年） - 県道大宮栗橋線（現：さいたま栗橋線）開通。
- - 同年11月27日、町章が制定される。
- 1968年（昭和43年） - 電話がダイヤル式となる。
- 1972年（昭和47年） - 水道所が新しくなる。
  - 同年 - 栗橋町役場の新庁舎（現：久喜市栗橋行政センター）ができる。
- 1974年（昭和49年） - スーパーマーケットが初出店する。
- 1975年（昭和50年） - 埼玉県立栗橋高等学校が開校する。
- 1976年（昭和51年） - 農村文化センターが設置される。
  - 4月 - 久喜地区消防組合に加入し、栗橋分署（消防署）が設置される。
- 1979年（昭和54年） - 町民センターが設けられる。
  - 5月1日 - 町の花（サルビア）・町の木（キンモクセイ）が制定される。
- 1982年（昭和57年）8月1日 - 栗橋町民憲章が制定される。
- 1988年（昭和63年） - 東武日光線南栗橋駅が開業する。
  - 同年 - 保健センターおよびB＆G財団栗橋海洋センターが設置される。
- 1992年（平成4年）3月 - 中川総合開発の一環として、廃川した権現堂川を利用して中川の洪水抑制等を目的とする権現堂調節池（行幸湖）が、調節池としての工事が完成する。
- 1994年（平成6年）10月31日 - 総合文化会館（イリス）が設置される。
- 1997年（平成9年）3月24日 - 南栗橋地区周辺の人口増加に伴い、町立南小学校に南校舎が増築される。
- 1998年（平成10年） - 栗橋町の人口が2万5000人を超す。
  - 同年 - 田園都市づくり協議会による公共施設の相互利用が開始される。
- 2000年（平成12年） - 栗橋駅が改修され、東西自由通路が設置される。
  - 11月9日 - 南栗橋地区周辺の人口増加に伴い、町立南小学校に東校舎が増築される。
- 2001年（平成13年） - 町立東第一小学校・町立東第二小学校・町立北小学校が統廃合され、旧東第二小学校を増改築し町立栗橋小学校として開校する。
- 2004年（平成16年） - 行幸湖が彩の国まごころ国体のカヌー競技会場となる。
- 2008年（平成20年） - 行幸湖が彩夏到来08埼玉総体のカヌー競技会場となる。
- 2010年（平成22年）3月23日 - 北葛飾郡栗橋町・北葛飾郡鷲宮町・南埼玉郡菖蒲町・久喜市が合併し、新たに久喜市が発足した。

### 平成の大合併における動向
- 北埼玉郡北川辺町・北埼玉郡大利根町との合併で「東埼玉市」の新設を予定していたが、島田徳三大利根町長（当時）が、合併協議会の会長を務めながら大利根町内の反対派の動きを静観したこともあり、2004年9月26日に行われた大利根町の合併の是非を問う住民投票で反対票が賛成票を上回り、合併協議会は解散した[10]。
- 2007年 - 鷲宮町・菖蒲町・白岡町・久喜市の1市3町による合併協議会が設立され、参加表明。協議の結果2007年12月12日に（蓮田市と合併する意向を示し、2007年12月6日付で合併協議から離脱した白岡町を除く）、久喜市・鷲宮町・菖蒲町・栗橋町の1市3町で、合併新法の期限内に合併を行うことで合意した。各市町で実施された合併に関する住民意向調査では全市町において賛成の過半数が確認され、事実上合併は決定した。合併方式は編入合併ではなく新設（対等）合併で、新市名は「久喜市」、市庁舎の位置も現久喜市役所を使用する。また、この合併協議には幸手市も参加の意向を示していたが、合併新法の期限に間に合わないことを理由に拒否した。なお、町名、字名については、栗橋町・鷲宮町・久喜市は原則現行通りとし、菖蒲町は「菖蒲町○○」、栗橋町・鷲宮町・久喜市にそれぞれ存在する「東・西・南・北・中央」は「旧市町名 + ○○」（例：栗橋町中央→久喜市栗橋中央、久喜市北→久喜市久喜北）となる。
- 2009年5月28日に1市3町の首長が合併協定書に調印。2010年3月23日、新たに「久喜市」の発足により栗橋町は消滅した。

## 行政
- 町長：斎藤和夫（さいとう かずお）（1992年12月20日 - 2010年3月22日）3期

### 公共施設
- 栗橋文化会館（イリス）（図書室）
- 栗橋B&G海洋センター
- 栗橋公民館
- 栗橋いきいき活動センターしずか館
- 心身障害者デイケア施設くりの木
- 栗橋地域子育て支援センター・栗橋コミュニティーセンター（くぷる）
- 健康福祉センター（くりむ）
- 栗橋保健センター
- 南栗橋テニス場
- 南栗橋スポーツ広場
- 上下水道課

### 公園
- 南栗橋近隣公園 （豊田コミュニティプラザ）
- 内沼公園
- 大沼公園
- 魚越公園
- 狐塚公園
- 蓮沼公園
- 大堀公園
- 丁張公園

### 国の出先機関
- 国土交通省関東地方整備局利根川上流河川事務所

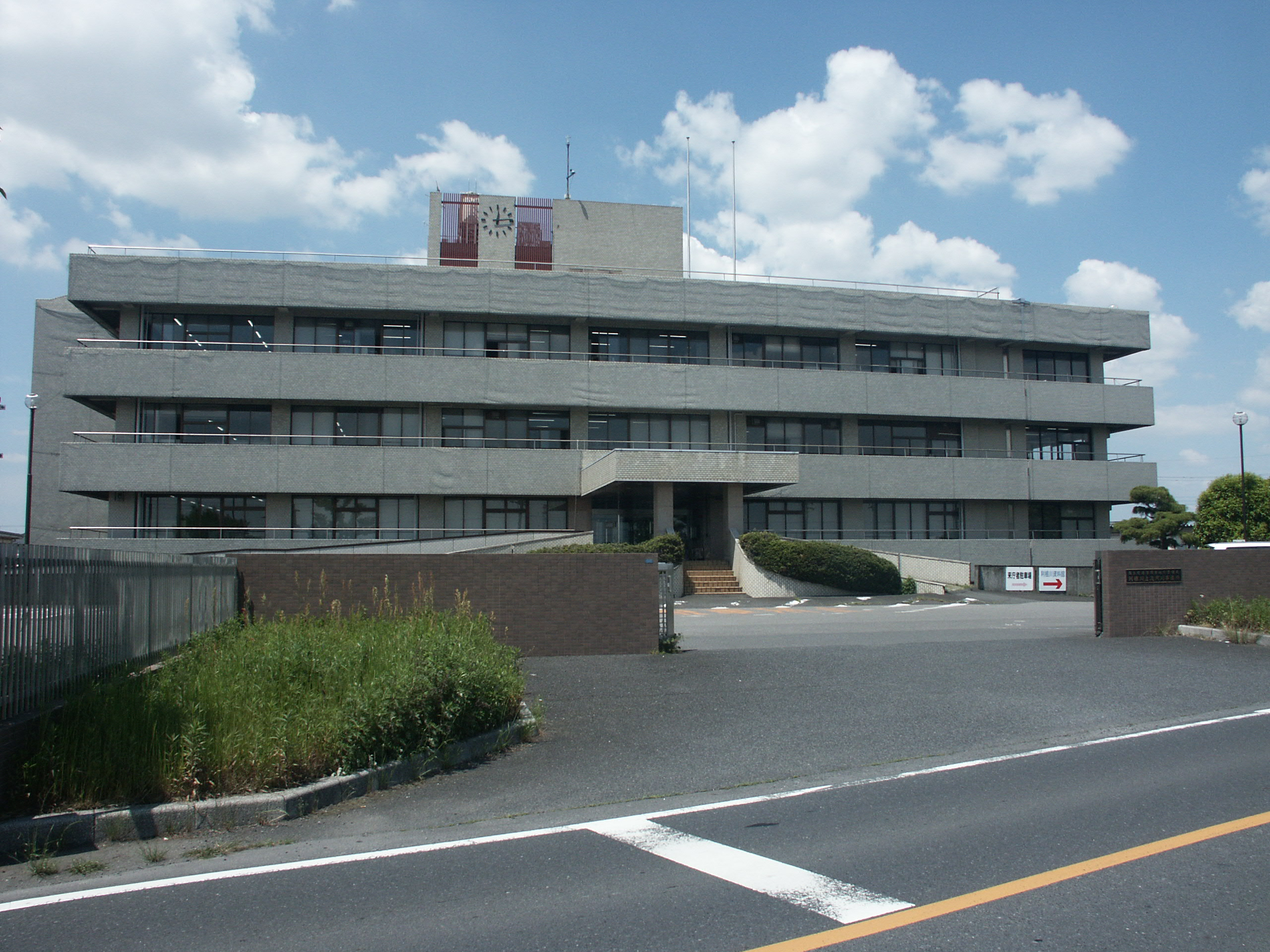
国土交通省利根川上流河川事務所

### 広域行政
- 広域利根斎場組合（加須市、久喜市、幸手市、北埼玉郡騎西町、北埼玉郡北川辺町、北埼玉郡大利根町、南埼玉郡宮代町、南埼玉郡菖蒲町、北葛飾郡鷲宮町と共に、斎場運営を行っている）
- 栗橋町外五箇市町水防事務組合（春日部市、北葛飾郡杉戸町、北葛飾郡鷲宮町、茨城県猿島郡五霞町と共に水防事務を行っている）
- 栗橋・大利根土地区画整理一部事務組合（北埼玉郡大利根町と共に、栗橋駅付近の土地区画整理事業関連事務を行っている）
- 栗橋・鷲宮衛生組合（北葛飾郡鷲宮町と共に、ごみ処理とし尿処理を行っている）
- 田園都市づくり協議会（公共施設の相互利用や災害時の相互支援を目的としている）

### 警察
- 幸手警察署
  - 栗橋交番
  - 南栗橋交番

### 消防
- 埼玉東部消防組合
  - 久喜地区消防組合
    - 栗橋分署

## 経済

### 産業
- 産業人口
  - 第一次産業：3.0%
  - 第二次産業：31.5%
  - 第三次産業：65.5%

### 商業
主な商業施設
- ベイシア栗橋店
- マミーマート栗橋店
- ドラッグストア　セキ栗橋店
- キャロム（ゲーム・ゲーセン）栗橋店
- ラウンドワンさいたま・栗橋店
- ボートピア栗橋（競艇場外発売場）
- ファッションセンターしまむら栗橋店
- マルヤ南栗橋店
- 吉野家125号線栗橋店
- バーミヤン栗橋店
- ガスト栗橋店

等

### 工業
- 町内に工場・倉庫・事業所を置く主な企業
  - 白元
  - 東武鉄道
  - 東武インターテック
  - ライフコーポレーション（食品加工センター）
  - レンゴー（倉庫）
  - 浦和ポリマー
  - 大宮生コン
  - 大塚金属
  - 日発運輸
  - 杉孝
  - ユニオン建材ビルダー
  - サイクルベースあさひ（物流倉庫）

### 農業
- 耕作面積：田551ha、畑86ha
- 農業粗生産額：9億円
- 農業産出額の内訳
  - 米：71%
  - 野菜：21%
  - 花卉：4%
  - その他:4%
- 主な農作物
  - 米 2520t
  - ねぎ 123t
  - 日本なし 56t
  - シクラメン 2万2千鉢
  - 鉢物花木類 4万9千鉢

（全て2006年度のもの）

### 金融機関
- 埼玉りそな銀行栗橋支店
- 川口信用金庫栗橋支店
- 埼玉みずほ農業協同組合（JA埼玉みずほ）栗橋支店

## 地域

### 健康
- 平均年齢：42.4歳（男=41.7歳、女=43.0歳）2006年（平成18年）1月1日現在。県内市町村の中で、若い順で上位に入る。

### 病院
二次医療圏としては埼玉県利根医療圏に属する。
- 埼玉県済生会栗橋病院（加須市に移転・改称。現：埼玉県済生会加須病院）
  - 跡地に秋谷病院移転予定、時期未定。

### 住宅団地
- 県営栗橋しづか住宅（東一丁目）
- 県営栗橋道上住宅（東四丁目）

### 教育
- 埼玉県立栗橋北彩高等学校
  - 旧・埼玉県立栗橋高等学校と旧・埼玉県立北川辺高等学校が合併し新設された。建物は旧栗橋高校の校舎を使用している。

栗橋町立
- 栗橋西小学校
  - 1873年（明治6年）3月15日に高等佐間学校として開校した、町内で最も古い学校である。1947年（昭和22年）には栗橋町立静小学校、1958年（昭和33年）には栗橋町立栗橋西小学校と改称され、現在に至っている。
- 栗橋南小学校
  - 1873年（明治6年）5月15日に愛敬学校として開校した、西小に次ぐ古い学校である。1947年（昭和22年）には栗橋町立豊田小学校、1958年（昭和33年）には栗橋町立栗橋南小学校と改称され、現在に至っている。南栗橋地区周辺の人口増加に伴い、1997年（平成9年）3月24日には南校舎が、2000年（平成12年）11月9日には東校舎が増築された。2013年（平成25年）7月17日には昭和40年代に建てられた北校舎が老朽化に伴い建て替えられ、既存の南校舎・東校舎とデザインが統一された。
- 栗橋小学校
  - 2001年（平成13年）度に開校した、現在町内で最も新しい学校である。この学校は「栗橋町立栗橋東第一小学校」、「栗橋町立栗橋東第二小学校」、「栗橋町立栗橋北小学校」の三校が統廃合され、旧東第二小学校の校舎を増改築したものを新校舎として設立された。旧東第一小学校は「栗橋公民館」、旧北小学校は「しずか館」として利用されている。なお、「しずか館」の名称は後述の静御前に因むものである。
- 栗橋東中学校
- 栗橋西中学校
- 栗橋幼稚園（2006年4月開園）

私立
- 栗橋さくら幼稚園（柿沼学園）
- 栗橋白百合幼稚園（白百合学園）

### 電話番号
市外局番は町内全域が「0480」。同一市外局番の地域との通話は市内通話料金で利用可能（久喜MA）。収容局は埼玉栗橋局のみ。

### 郵政
郵便番号は町内全域が「349-11xx」である。
- 栗橋郵便局 - 郵便事業栗橋支店（集配担当地域：当町全域、大利根町全域）を併設
- 南栗橋郵便局

## 交通

### 鉄道路線
中心となる駅：栗橋駅
- 東日本旅客鉄道（JR東日本）
  - 宇都宮線（東北本線）：栗橋駅

- 東武鉄道
  - 日光線：南栗橋駅 - 栗橋駅
  - 南栗橋駅の北側には東武鉄道の南栗橋車両管区があり、敷地内に車両の検査を行う南栗橋工場が設けられている。

その他、東北新幹線が大宮駅 - 小山駅間で当町を通過している。
未成線
- 東京日光電鉄：巣鴨から途中岩槻駅、栗橋駅、栃木駅、宇都宮駅を経由して日光まで計画した鉄道。
- 北埼玉鉄道：栗橋駅から途中加須町（現在の加須市）、騎西町（現在の加須市）、忍町（現在の行田市）、熊谷駅まで計画した鉄道。

### タクシー
タクシーの営業区域は県南東部交通圏で、春日部市・草加市・越谷市・久喜市・八潮市などと同じエリアとなっている。

### 道路
道路も比較的良好な環境で広域的な交通利便性に富んでいる。
南北に物流の大動脈である国道4号が走る。町内は現道区間では数少ない片側2車線区間となっている。ちなみに新・現道の国道4号が並行する区間で両者が最も接近するのが当町と東隣の茨城県猿島郡五霞町付近であり、国道4号「工業団地入口」交差点 -久喜市道352号線 - 五霞町道9号線 - 県道268号西関宿栗橋線 - 新4号国道「五霞」交差点（西→東）と進むと、新・現道の国道4号の距離はわずか3キロメートル程度である。一方、東西は国道125号が中北部を走り、東北自動車道加須IC・行田・熊谷方面と茨城県下妻・つくば・土浦方面までを結ぶ。
また県庁所在地さいたま市方面には、起点の国道4号栗橋交差点から終点の国道17号新大宮バイパス吉野町ICまで全線にわたって片側2車線の、JR宇都宮線（東北本線）と平行して走る、埼玉県内でも有数の大動脈である埼玉県道3号さいたま栗橋線（旧・大宮栗橋線）が通る。

#### 高速道路
当町内に高速道路は走っていない。最寄りICは東北道加須ICであり、役場のホームページでも「加須インターチェンジから約10分」と案内していたが、地区によっては隣の久喜ICや羽生ICが使われることもあった。久喜市との合併後に圏央道が開通し、五霞ICからも旧町域へアクセスできるようになった。

#### 一般国道
- 国道4号（日光街道・奥州街道・陸羽街道）
  - 利根川橋

- 国道125号（東北道加須IC接続路線）
  - 栗橋大利根バイパス

#### 主要地方道
- 埼玉県道3号さいたま栗橋線（旧・大宮栗橋線。東北道久喜IC接続路線）
  - さいたま市発足に伴い、起点は大宮区外の北区となり名称がさいたまに変更されたが、終点は地名が合併後も久喜市栗橋東（国道4号交点、交差点名も栗橋交差点）で栗橋のままとなっている。

- 埼玉県道12号川越栗橋線（川栗線）
- 埼玉県道60号羽生外野栗橋線（旧・栗橋宿）
- 埼玉県道84号羽生栗橋線（東北道羽生IC接続路線）

#### 一般県道
- 埼玉県道147号栗橋停車場線
- 埼玉県道268号西関宿栗橋線
- 埼玉県道316号阿佐間幸手線

## 名所・旧跡・祭事・催事・観光スポット

### 八坂神社
八坂神社は栗橋町の北端寄りに位置する。当町の八坂神社は毎年7月の第3土日に「天王様」（てんのうさま）と呼ばれる祭が行われる。祭りの屋台は神社の南にある旧東第一小学校（現在ハクレン館）の正門の通りに出店する。

### ハクレン
当町には毎年晩春から初秋にかけて、利根川をハクレンが遡上してくる。ハクレンは戦時中に食料として中国から国内に輸入、放流された魚類（帰化動物）であるが、食用としては日本人の味覚に合うものではなかった。ハクレンは産卵の為に霞ヶ浦から川を遡り、日本で唯一利根川の当町流域で大ジャンプを起こす。原因には諸説あるが、どれも定かではない。マスメディア、地元の独立放送局テレビ埼玉のニュースや在京民放キー局でも取り上げられることがある。2004年度は上流で大雨がなかったことや霞ヶ浦で水量調整のために水門が閉じられて遡上できなかったという話もあって、当町でジャンプが確認されなかった。

### 静御前の墓
現在、栗橋駅東口には静御前の墓と義経の招魂碑、さらには生後すぐに源頼朝によって殺された男児の供養塔がある。
当地の伝説では、源義経を追ってきた静御前は、1189年（文治5年）5月現在の茨城県古河市下辺見（しもへいみ）で義経の死を知り、当町にあった高柳寺（現光了寺。古河市中田）で出家したものの、慣れぬ旅の疲れから病になり同年9月15日に22歳で亡くなったとされる。
現在、毎年9月15日には「静御前墓前祭」と称する追善供養が、また10月第3土曜には「静御前まつり」が行われる。「静御前墓前祭」では邦楽の演奏が、「静御前まつり」では義経・静御前・白拍子などによるパレードが行われる。

### 街道
- 鎌倉街道中道
- 日光街道・奥州街道

### 栗橋宿
江戸時代に指定された奥州街道・日光街道の江戸・日本橋から数えて7番目の宿場である。当宿と利根川対岸の中田宿は合宿の形態をとっていた。
- 栗橋宿本陣：本陣を代々務めたのは栗橋宿の開宿に尽力した池田鴨之介から続いた池田家で、現在も本陣跡地に健在である。
- 一里塚（小右衛門）：奥州街道・日光街道中、日本橋から53km、数えて13番目の一里塚。

### 栗橋関所阯（房川渡中田関所）
神奈川県足柄下郡箱根町、群馬県安中市松井田町と共に関所サミット（近世関所フォーラム）を開いたことがある。箱根関、碓氷関所と並んで関東三大関所の1つ。

### 行幸湖（権現堂川・権現堂調整池）・県営権現堂公園（1号公園）
- 行幸湖は「2004年彩の国まごころ国体」と「彩夏到来08埼玉総体」で、カヌー競技の会場にもなった。
- 行幸湖沿いには遊歩道が整備されており、埼玉県側である西岸の遊歩道には、権現堂公園2号公園の南端から1号公園を越えて、ラウンドワン辺りまで、桜並木が約3.5kmに渡って植樹されている。また1号公園内にも桜が沢山植えられている[13]。春には幸手市内の権現堂公園4号公園（権現堂堤）と併せて桜名所の一部となる。

### 豊田ふるさと祭り（旧・南栗橋ふるさと祭り）
子どもみこし、地元芸能および盆踊りなど。小規模ながら打ち上げ花火もある。

## その他
- 栗橋B&G海洋センター - 優良海洋センターとして2024年現在、20年連続「特A評価」を獲得している[14]。

## 出身有名人
- 高橋昂也 - プロ野球選手・広島東洋カープ
- 小倉尚也 - K-1選手
- 土屋信行 - 公益財団法人リバーフロント研究所技術参与、工学博士。洪水研究の第一人者。
- 市川美織 - タレント、女優。女性アイドルグループAKB48およびNMB48の元メンバー。広島レモン大使。現在、くき親善大使。
- 山田野絵 - アイドル（NGT48）

### 名誉町民
- 石井保（第6代町長） - 県立栗橋高等学校（現栗橋北彩高校）の誘致、豊田土地区画整理事業（南栗橋地区）・公共下水道事業の着手、栗橋駅西口開発の転機となった栗橋・大利根土地区画整理一部事務組合の設立など町政発展の礎を築いた[15]。